# Bella ciao (Banda Bassotti)
Bella ciao è il secondo disco della Banda Bassotti (il primo mini CD), uscito nel 1994. Il disco è stato parzialmente registrato con i Gang, che figurano anche in copertina.

## Tracce
1. All are equal for the law (featuring The Gang)
2. Bella ciao (featuring The Gang)
3. La ballata della sanguisuga
4. Zio Paperone

## Formazione
- Angelo "Sigaro" Conti - chitarra, voce
- Gian Paolo "Picchio" Picchiami - voce
- Fabio "Scopa" Santarelli - chitarra e cori
- Peppe - batteria
- Michele Frontino - basso
- Francesco "Sandokan" Antonozzi - trombone
- Stefano Cecchi - tromba
- Sandro Travarelli - tromba
- Maurizio Gregori - sax
- David Cacchione - manager
- Luca Fornasier- road manager - booking